# Cinzia Molena
Cinzia Molena (Saronno, 4 febbraio 1979) è un'attrice, personaggio televisivo ed ex modella italiana.

## Biografia
Nata a Saronno, dopo alcuni lavori saltuari come comparsa in programmi nazionali e valletta per l'emittente locale Antennatre, esordisce come concorrente nella quinta edizione del reality show Grande Fratello nella stagione 2004-2005, venendo eliminata nel corso della sesta puntata con il 36% dei voti.
Successivamente, inizia a studiare recitazione. Prende parte al film Il viaggio con la regia di Ettore Pasculli e recita nella serie televisiva Carabinieri nel 2004. 
Nel 2006 è tra i protagonisti della sit-com Andata e ritorno e nel 2007 prende parte ad altre due sitcom televisive: Belli dentro e Piloti. Sempre nel 2007 partecipa alle serie TV Un ciclone in famiglia con la regia di Carlo Vanzina, e Crimini bianchi con la regia di Paolo Massari. 
Nel 2008 lavora per la televisione: recita nella serie di Rai 2 Questo è amore con la regia di Riccardo Milani, ed è inviata della trasmissione comica Pirati su Rai 3. Negli anni, ha inoltre condotto due programmi sul cinema (su Sky) ed è stata inviata per il programma musicale di Rai 2 CD Live estate.
Nel 2011 ha fatto parte del cast ricorrente della popolare soap opera di Canale 5 CentoVetrine con il ruolo di Livia Frigerio/Alena Preston. 
Nello stesso anno viene coinvolta nel caso Ruby: lei ed altre starlettine farebbero parte del gruppo che i media hanno ribattezzato "olgettine".
Indagata nell'inchiesta Ruby Ter, per falsa testimonianza in difesa dell'allora premier Silvio Berlusconi, il 6 novembre 2015 il gip accoglie la richiesta di archiviazione della Procura di Milano per mancanza di prove.

## Filmografia

### Cinema
- Casomai, regia di Alessandro D'Alatri (2002)
- Il viaggio, regia di Ettore Pasculli (2005)

### Televisione
- Carabinieri – serie TV, 1 episodio (2004)
- Andata e ritorno – serie TV (2006-2007)
- Belli dentro – serie TV, 1 episodio (2007)
- Piloti – serie TV, 1 episodio (2007)
- Un ciclone in famiglia – serie TV, 1 episodio (2007)
- Crimini bianchi – serie TV, 1 episodio (2007)
- Questo è amore – serie TV, 1 episodio (2008)
- Crimini – serie TV, episodio 2x04 (2010)
- Ho sposato uno sbirro – serie TV, episodio 2x22 (2010)
- CentoVetrine – registi vari - soap opera - Canale 5 - ruolo: Livia Frigerio/Alena Preston (2011)

## Programmi TV
- Grande Fratello (2004-2005)
- CD Live estate
- Pirati (2008)